# 中华人民共和国首都

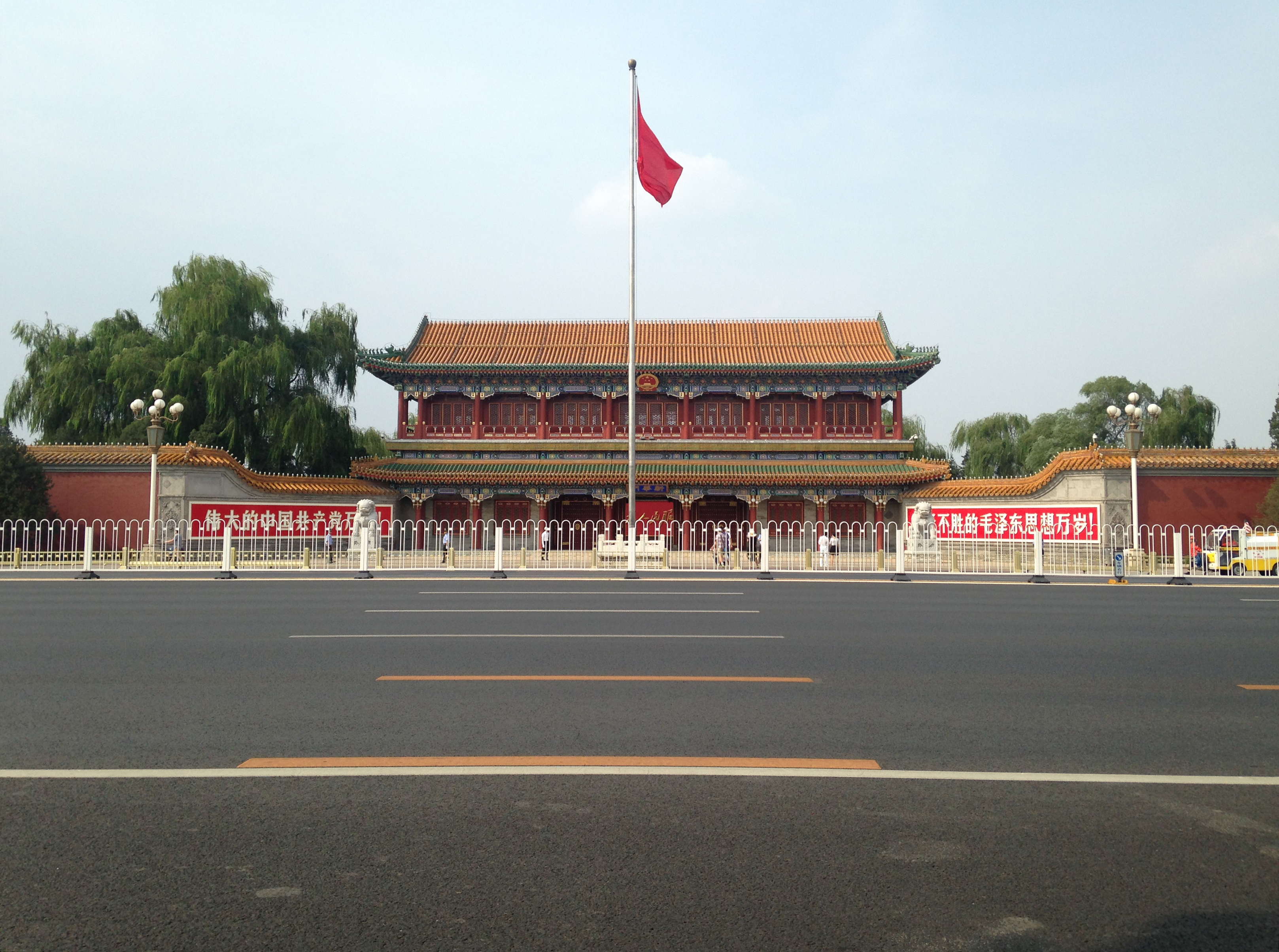
北京市西城区西长安街中段北侧，中华人民共和国最高权力机关中南海的正门——新华门

中华人民共和国首都位于北京市，中华人民共和国成立前夕的旧称为北平，是中共中央及中央人民政府所在地，中央四个直辖市之一，全国政治、文化、国际交往和科技创新中心，中国古都、国家历史文化名城和国家中心城市之一。

## 中共中央所在地的变迁

### 中国共产党成立

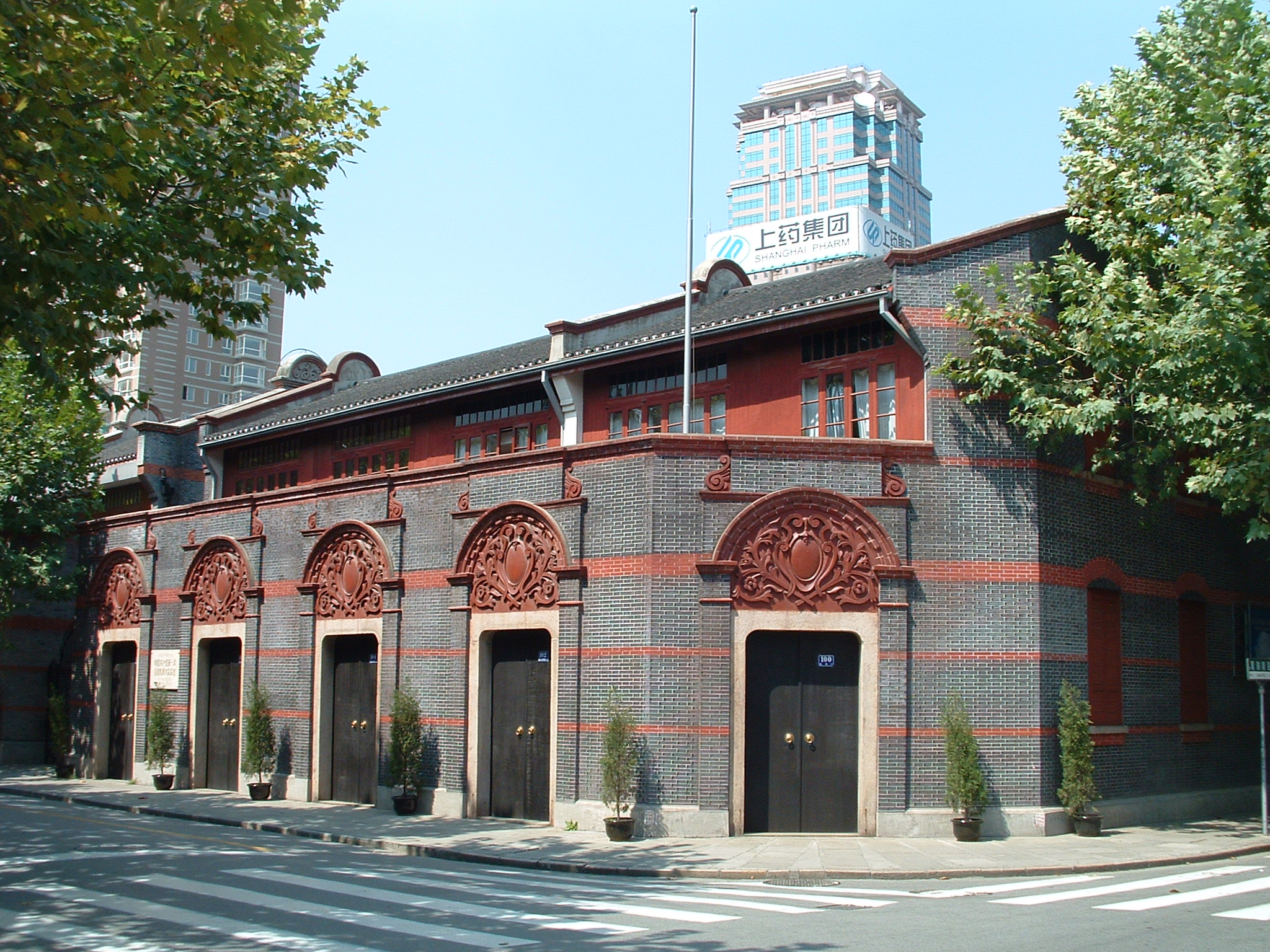
中国共产党第一次全国代表大会会址于1959年公布为上海市文物保护单位，1961年公布为第一批全国重点文物保护单位，1997年公布为全国爱国主义教育示范基地

1921年7月23日，中国共产党在上海成立，前身是1920年8月草创的上海共产主义小组。中国共产党第一次全国代表大会（中共一大）在上海法租界望志路106号（今兴业路76号）秘密召开，后来法租界巡捕房前来搜查，所以最后在浙江嘉兴南湖的游船上进行闭会。中共一大宣示中国共产党正式成立，由于当时中共党员仅有50多人，因此没有建立中央执行委员会，选举陈独秀、张国焘和李达三人组成领导机构——中央局，驻地在上海市。
中共中央局因为几个不同的原因，选择将中央领导机构驻扎在上海。民国时期，上海是中国最大的工业城市，工人阶级密集的聚居地。五四运动前夕，全中国工人总数达到200余万，上海工人数量约有56万，占超过全国工人数量的四分之一、上海总人口的五分之一。1919年，北京学生和知识分子成为五四运动先驱，事后陈独秀有感“北京市民之不能醒觉”、“仅有学界运动，其力实嫌薄弱”，其时上海工人举行大规模的六三罢工事件，首日罢工工人达到2万人。陈独秀从罢工中觉察到劳动人民的力量，促使他将目光从学界转向工人阶级，早期共产主义组织据在上海为中心，更便于在工人阶级中开展工作。
1920年代上海是中国现代新文化的中心、中西文化交汇的窗口，受过新教育的知识分子，是上海的重要群体。1912—26年期间，上海出版图书数量占全国70%。1911—20年期间，全国最大出版机构——商务印书馆总计出书2,657种，最多出版类别是社会科学类书籍。上海师范大学教授苏智良形容，文化的“工业化”初步奠定上海在中国的文化与舆论中心地位，可以迅速制造出人数可观的阅读公众群体。当时中国各种流派思潮涌起，学术领域呈现百家争鸣之势；五四运动爆发期间，《新青年》、《星期评论》、《觉悟》等以上海为中心的新刊物，为马克思主义的早期传播提供便利条件。
上海作为当时中国的国际大都市，拥有发达的海外通讯设备和运输网络，有利于共产党与共产国际保持密切联系，中国共产党就是在共产国际的资助下建立，后正式加入成为共产国际的一个支部。 同时，旧上海的华洋势力错综复杂，上海租界享有治外法权，北洋政府无法管理租界内的外国人，也无法对租界内的中国人进行直接管辖，陈独秀两次因为宣传“过激主义”，而被法租界巡捕房拘捕，却不过是罚款了事，出狱后仍然照常活动，宽松的管理政策，让上海成为异见分子的避风港。

### 二七大罢工、迁往广州至北伐战争
早期中国共产党的中央领导机关，绝大多数时候都设立在上海，但期间随着形势的发展，以及工作重心的转移，曾经相应地发生过几次变动。 中共二大之后，党中央倾向于执行维经斯基的“联吴战略”，即联合直系军阀吴佩孚，在华北以京汉铁路为中心开展工作，以便领导北方的工人运动。1923年发生二七大罢工前夕，中共在上海的活动引起当局的关注，主要工作机关——中国劳动组合书记部被查封，中共中央迁到京兆地方（北京）。然而，吴佩孚却丢弃“保护劳工”的假面具，调动两万多员军警动用武力，血腥镇压京汉铁路大罢工，酿成震惊中外的“二七惨案”。1923年4月，中共中央被迫从北京迁回上海。

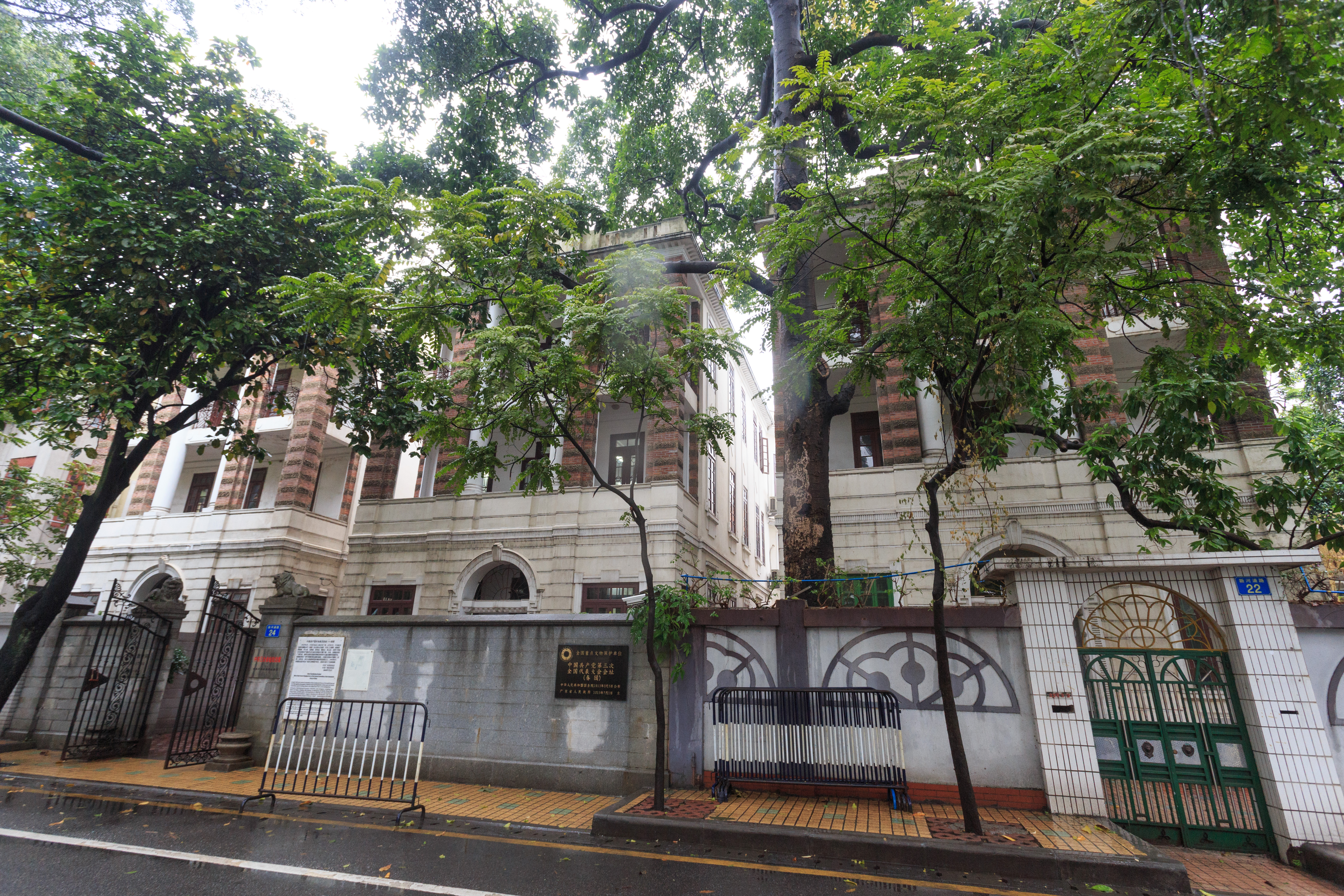
中国共产党第三次全国代表大会会址及中共中央机关旧址——春园，位于广州市东山恤孤院路后街31号（今越秀区恤孤院路3号）与新河浦路24号

随着二七惨案发生，“联吴战略”宣告失败，陈独秀等共产党领导人被通缉，北方工人运动陷入低潮。按照共产国际的指示和西湖会议的精神，党中央开始倾向于执行马林的“联孙战略”，即联合孙中山领导的中国国民党，在华南开展工人运动；与此同时，中共中央按照指令迁至广州，并在广州召开中共三大。
早在1922年7月召开中共二大之时，共产国际已经指示中共中央迁到广州，当时孙中山在广州就任中华民国非常大总统，树立“护法”的旗帜，并准备北伐统一中国，共产国际认为这样有助于共产党的公开工作。然而，陈炯明主张联省自治，倒戈发动六一六事变，打乱共产国际关于中共中央的迁址命令。 次年，中共中央从北京迁回上海，此时广州局势已经好转，孙中山重新控制权力，并任中华民国陆海军大元帅。此时，中国共产党准备召开中共三大，讨论与国民党开展合作的问题；1923年5月，中共中央决定按照先前的指示，将驻地迁往广州。1923年6月，中共三大会议决定，全体共产党员以个人名义加入国民党，建立各民主阶级的统一战线，实现第一次国共合作。 中共三大闭会不久，许多不利因素令党中央对留在广州感到心灰意冷，不少共产党员认为广州的工人运动基础不佳，地理位置又偏安一隅，与其他地区的交往十分不便利，当时的政治地位也比不上北京与上海。同时，国共两党存在的政治分歧，陈独秀等共产党人重视政治斗争，强调舆论宣传和发动民众，希望推动国民党实现改组；孙中山为首的国民党人重视军事斗争，希望通过建立强大的军队，早日发动北伐。1923年7月，陈独秀等人认为中共中央局“在广州做不了很多事情”，于是从广州迁回上海，暂时稳定及复兴工人运动，以及召开1925年初中共四大，并领导五卅运动。
1924年1月，中国国民党召开第一次全国代表大会，正式开启国共合作，两党共同领导下的国民大革命，以广州为中心席卷中国大陆。由于中共中央委员会远在上海，两党的合作事务实际上是中共广东区委负责，造成中共中央对革命形势的发展和变化，无法及时作出相应地观察和判断，对两党合作带来许多不利影响；例如：1926年发生的中山舰事件，蒋介石在广州实行紧急戒严，逮捕、监视和软禁大批共产党人，广东区委负责人建议对蒋介石作出回击，以阻止蒋介石的政治野心，但是中共中央迟到几天以后，才从共产国际了解事件的部分信息，没有接受广东区委的建议，反而错误决定对蒋介石妥协退让，令蒋介石的反共气焰高涨。 蔡和森就提及“上海是一个巨大的无产阶级中心，不是政治中心，北京和广州才是政治中心。因此，中央不能很好地领导同中国政治局势有关的工作。这就使一些同志纷纷提出建议，要求把中央迁移到广州。最后作出决定，中央仍应留在上海。但这很不方便，因为中央不可能及时迅速地收到详细的政治情报。”

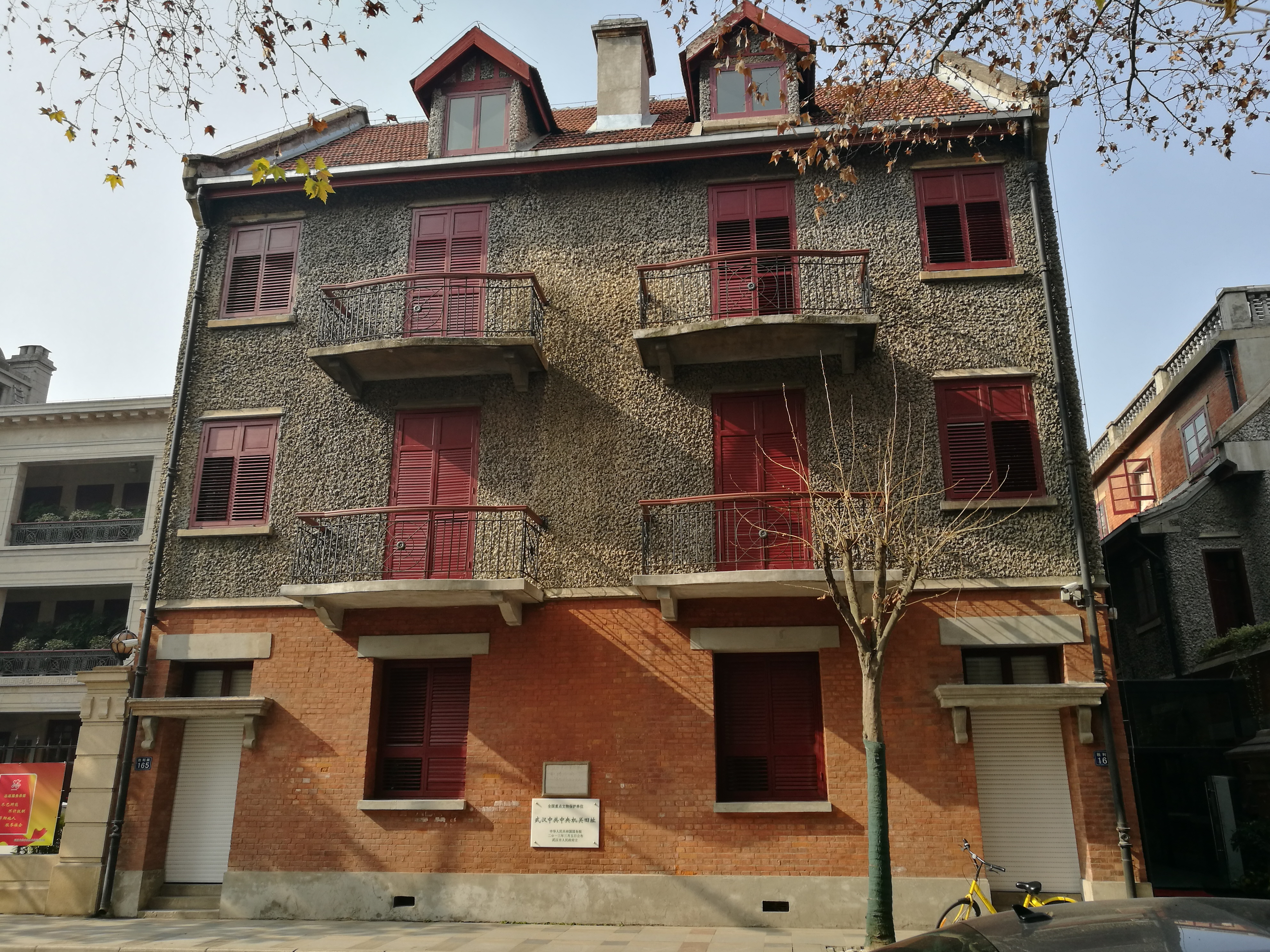
武汉中共中央机关旧址位于武汉市江岸区胜利街165号

1926年7月，国民革命军出师北伐，半年内攻占株洲、长沙、汉口、汉阳、武昌、九江、南昌等地，革命重心随着局势发展移到华中地区；同年11月，国民党中央政治会议决定迁都武汉。 1927年3月，国民党中央党部和国民政府正式从广州迁到武汉；4月上旬，中共中央从上海迁往武汉，并于5月在武汉召开中共五大。 就在中共中央迁移驻地之时，蒋介石为首的国民党右派在上海发动四一二政变，大规模逮捕及处决共产党员；几天后，蒋介石在南京另行设立国民党中央机构和国民政府，与武汉国民政府两相对立，史称“宁汉分裂”。 7月15日，汪精卫召集武汉国民党中央执行委员会开会，作出关于“分共”和“清党”的决定，与共产党宣告决裂。 8月7日，中共中央在汉口召开八七会议，讨论中央驻地和迫切需要解决的问题，会议上批评陈独秀的右倾机会主义，确立实行土地革命和武装起义，并把发动湘、鄂、赣、粤的农民举行秋收起义作为主要任务；9月底至10月初，中共中央领导机关陆续秘密迁回上海。

### 国民党清党运动

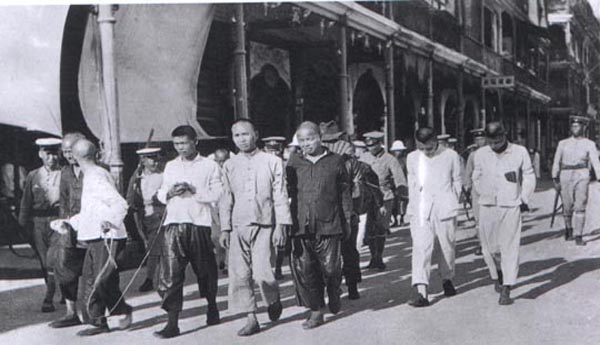
共产党人在清党期间被围捕

1927年4月12日和7月15日，蒋介石、汪精卫在上海和武汉实行“清党”，国共合作宣告全面破裂；9月底至10月初，中共中央机关秘密从武汉迁回上海，此时上海笼罩在白色恐怖的阴影之下。8月1日，周恩来担任书记领导中共中央前敌委员会，与贺龙、叶挺、朱德、刘伯承等人发动南昌起义，缔造中共武装反抗的力量，标志着中国共产党独立领导革命战争、组建人民军队和武装夺权的起始。8月7日，中共中央在湖北汉口举行紧急会议，选举九人为临时中央政治局委员、七人为候补委员；8月9日，中央临时政治局举行第一次会议，选举瞿秋白、苏兆征、李维汉为常委。
1927年11月，中央特别行动科在上海成立，由周恩来负责指挥，并制定严格的隐蔽工作制度，将党中央的活动范围集中在上海租界，中央机关和中央领导分散各处，定期变动办公与居住地点和化名身份。11月9日，临时中央政治局在上海召开扩大会议，增选周恩来、罗亦农为临时中央政治局常委；会议采纳罗米那兹的“左”倾思想指导，认为此时中国革命的性质在于“不断革命”，要求党员和群众执行毫无胜利希望的进攻。“左”倾思想的影响之下，各地盲目进行毫无意义的罢工和暴动，实际上为共产党造成惨重损失，于1928年初被批评为“左”倾盲动主义，以至于中共六大必须在莫斯科秘密召开，是中共党史唯一一次在外国召开的全国代表大会。 接下来几年，中共党内的“左”倾状况一度得以遏制，但在李立三的“左”倾冒险主义、王明的“左”倾教条主义的指导下，中国共产党再次面临“左”倾思想的困扰。
1931年，共产党在国统区的工作陷入一片混乱，党内一些重要领导先后叛变。4月24日，中共中央政治局候补委员顾顺章在武汉被捕叛变；6月22日，中共中央政治局主席向忠发在上海被捕叛变，党中央遭到严重破坏。在此情况下，王明离开上海前往莫斯科，担任中共中央驻共产国际代表团的负责人；周恩来被迫前往中央革命根据地——江西瑞金，担任中共苏区中央局书记，翌年主持召开苏区中央局会议。此时，留在上海的中央委员和政治局委员不到半数，不便再以党中央的名义开展工作，于是在共产国际的指示下，以博古为首成立的临时中央政治局，继续在上海贯彻“左”倾路线，实行冒险主义和关门主义的政策，导致党组织和工作遭到破坏，最终于1933年彻底告别上海。

### 中华苏维埃共和国成立

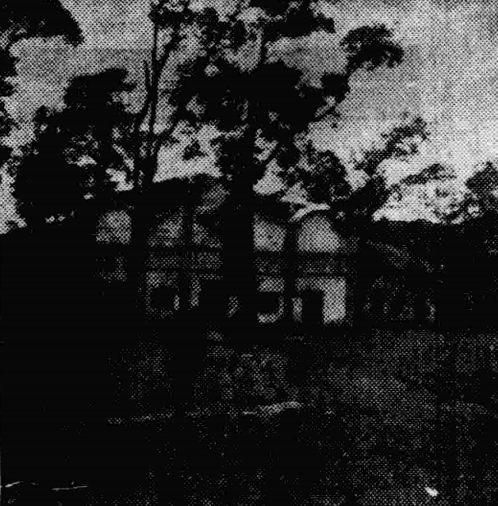
中华苏维埃共和国临时中央政府旧址为瑞金革命遗址之一

1927年8月，中共举行八七会议以后，全国各地开始涌起工农运动，各级地方相继建立苏维埃政权。1929年，毛泽东、朱德、陈毅等率红四军从井冈山出发，向赣南闽西进军，开创工农武装割据的新局面，使得建立全国统一苏维埃政权具备充分的条件。
1931年开始，中国共产党在上海遭遇接连不断的打击，使得党中央难以继续展开工作，中共中央领导陆续撤离上海，转移到苏联或中央革命根据地。1931年9月，博古、张闻天、卢福坦等人在上海组成中共临时中央政治局，暂代党中央的职权。 11月7日，中华工农兵苏维埃第一次全国代表大会在江西瑞金叶坪村谢氏宗祠隆重召开，成立中华苏维埃共和国临时中央政府，选出63人组成中央执行委员会，成为“中共领导下的第一个红色政权首都”；11月27日，中华苏维埃共和国中央执行委员会举行第一次会议，选举毛泽东为中央执行委员会主席。 此时，临时中央政治局仍在国统区推行“左”倾路线，加上国民党反动派的打压，让党组织和工作遭到严重破坏，中共中央领导机关已经无法在上海立足。
1933年初，中共临时中央的领导人被迫从上海迁到瑞金，于是瑞金成为临时党中央的所在地。 临时中央在瑞金继续推动“左”倾思想，否定以邓小平、毛泽覃、谢唯俊、古柏为代表的斗争路线，毛泽东被调离红军领导岗位。 1933年9月，蒋介石调军发动第五次围剿战争；1934年1月，中共临时中央将“左”倾路线推向顶点，导致中央红军反“围剿”的失败，被迫放弃中央革命根据地，实施战略转移开始长征。1935年1月，中共中央在贵州遵义召开政治局扩大会议，总结第五次反“围剿”以来中共中央在军事领导的过失，结束“左”倾错误思想在中共中央的统治，确立以毛泽东为核心在党和红军的领导地位。

### 红军长征

中国工农红军长征路线

中國工農紅軍長征路線

1934年10月10日，中央红军（红一方面军）放弃中央革命根据地，开始踏上二万五千里长征路，中共中央被迫随军迁移，完成四渡赤水、巧渡金沙江、彝海结盟、强渡大渡河、飞夺泸定桥等战役，先后途径广东、湖南、广西、贵州、云南、四川、西康、甘肃等省份。 1935年1月，中共中央召开遵义会议，改组中央领导机构，确立党中央的领导路线；8月1日，中共驻共产国际代表团代表王明在共产国际第七次代表大会发布《八一宣言》，要求停止内战，建立对抗日本侵略的统一阵线；10月19日，红军抵达陕北吴起镇（今陕西省延安市吴起县），红一方面军长征胜利；11月7日，中共中央进驻陕甘革命根据地中心——瓦窑堡（属于安定县，今子长市）；12月17日，中共中央召开瓦窑堡会议，确定建立“抗日民族统一战线”。
1936年6月，中共中央从瓦窑堡迁移到保安（今陕西省延安市志丹县）。 1937年1月，中共中央从保安迁移到延安（今陕西省延安市宝塔区），留驻时间长达10年，作为中共革命根据地的中心，进行第二次国共合作，领导军民开展抗日战争； 在此期间，中共中央召开中共七大，确立毛泽东思想为党的指导思想，并发动整风运动，奠定毛泽东在党和人民的崇高威望。

### 国共谈判至第二次国共内战

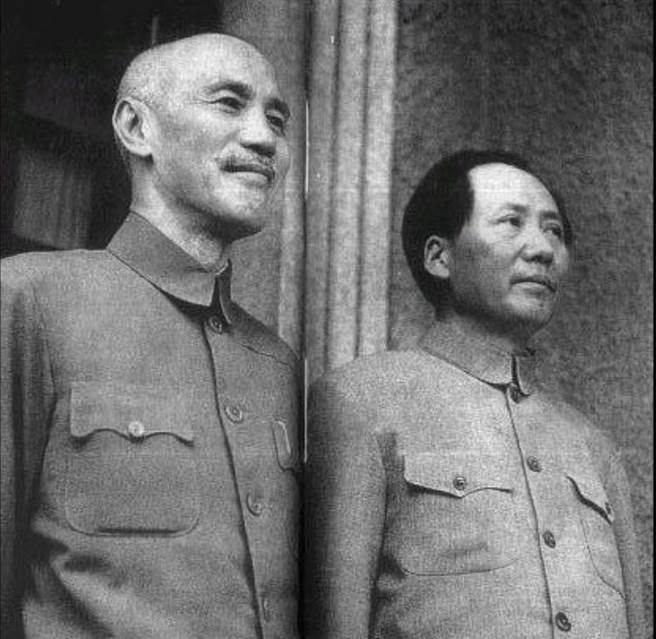
1945年9月，毛泽东和蒋介石在重庆会谈期间的合影

抗战期间，中共在陪都重庆设置八路军办事处，周恩来、董必武、叶剑英、吴玉章、王若飞等领导人常驻在此工作。1944年，共产党代表林伯渠与国民党代表张治中、王世杰进行谈判；9月，林伯渠在国民参政会發表《关于国共谈判的报告》，提出召开国事会议并组织联合政府的要求，即是后来政治协商会议的开端。1945年8月，蒋介石邀请毛泽东访问重庆，国共双方恢复谈判，毛泽东下榻八路军办事处；10月10日，国共双方代表签订《政府与中共代表会谈纪要》（即“双十协定”），双方同意和平建国的基本方针。
1946年1月10日，国共双方签订“停战协定”；1月10日至31日，召开共产党、国民党、民主同盟、青年党等代表参加的政治协商会议，一致通过“政府改组”、“和平建国纲领”、“军事问题”、“国民大会”、“宪法草案”的五项协议；2月1日，中共中央发出《关于目前形势与任务的指示》，提出“从此中国即走上了和平民主建设的新阶段”的观点。 为此，毛泽东、周恩来和刘少奇共同商议：“如果建立联合政府，蒋介石回到国都南京，中共中央也要考虑南迁，这样有利于共议国事”，毛泽东表示出希望住在江苏淮安（或清江浦）的意愿。
1946年5月，周恩来率领中共中央重庆局（改称中共中央南京局）成员迁到南京，其间向民主同盟中央常委陶行知透露，中共中央和毛泽东即将迁到苏皖边区。这个消息传到两淮地区以后，中共中央华中分局、华中军区和苏皖边区人民政府对民众暂时保密，并选定清江与淮安交界的洪福乡，秘密地筹备迎候中共中央南迁淮阴的工作。然而，国民党反动派撕毁停战协定，不断向解放区发起进攻，爆发新一轮的全国内战；同时，上海报纸不时散布“武力收复苏北”、“讨伐苏北”的言论，所以中共中央取消从延安迁往淮阴的计划。 1947年初，国民党打破“双十协定”，发动第二次国共内战，胡宗南调军进攻延安；3月18日，中共中央主动撤离延安。

### 革命胜利前夕

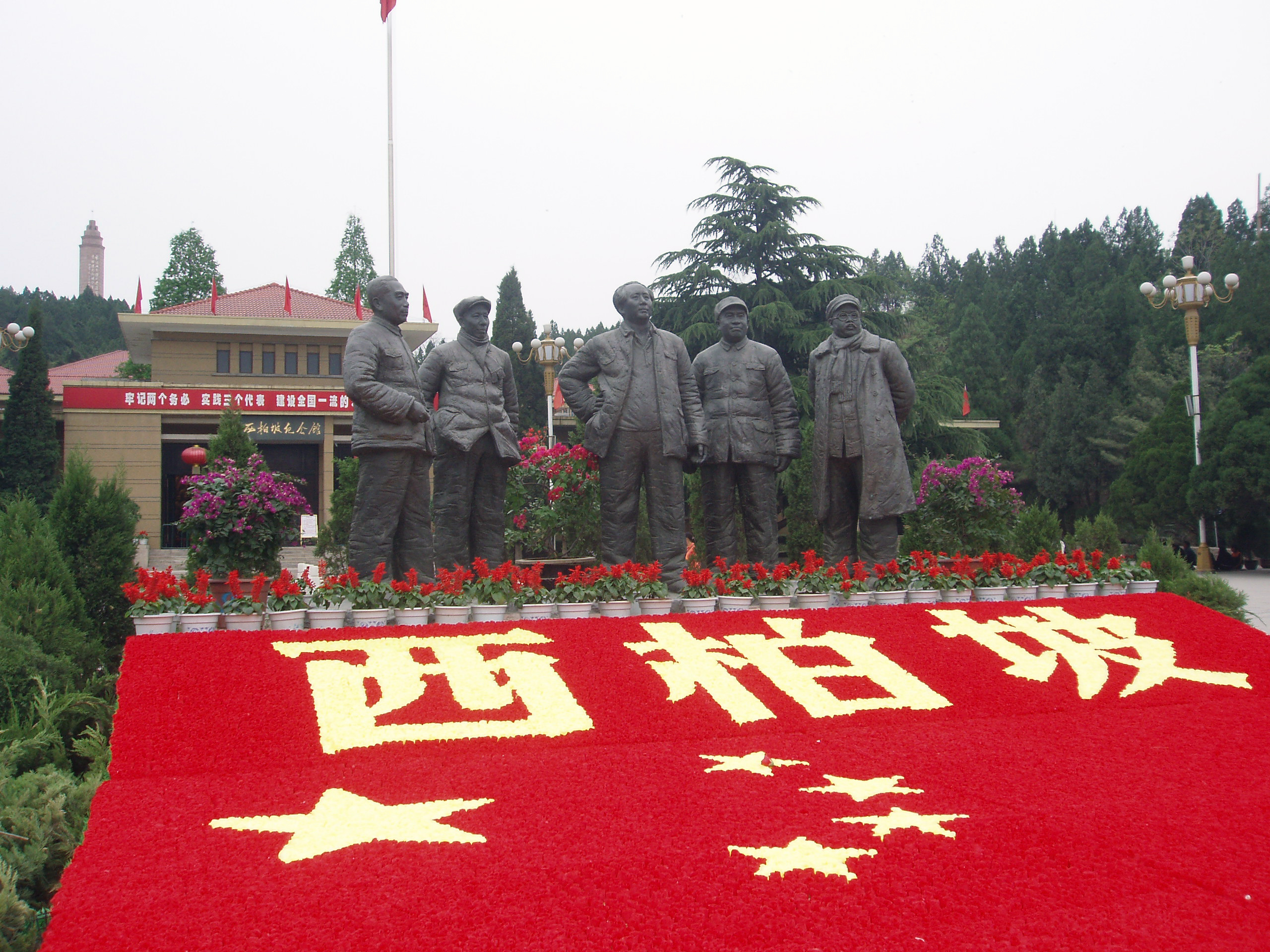
西柏坡纪念馆前耸立当时中共领导核心的铜像：毛泽东、朱德、刘少奇、周恩来和任弼时

1947年3月29日，中共中央在陕北清涧县举行枣林沟会议，决定将中央领导机构分为三个部分：毛泽东、周恩来、任弼时等组成中央前委，率领中共中央机关和人民解放军总部继续留在陕北，主持指挥全国各战场的作战工作，拖住胡宗南军队的重点进攻，使其不能增援其他战场；刘少奇、朱德、董必武等组成中央工委，立即东渡黄河前往华北，开展中央委托的工作；叶剑英、杨尚昆、李维汉等组成中央后委，转移到晋西北，统筹中央机关的后方保障工作。
1947年5月，中央工委转移到河北平山西柏坡；7月17日，中央工委在西柏坡召开全国土地会议，颁布《中国土地法大纲》，领导解放区的土地改革运动。 1948年3月23日，毛泽东等人从吴堡县东渡黄河，经晋绥解放区前往晋察冀解放区，会和在山西临县成立的中央后委；5月26日，毛泽东从阜平县城南庄迁移到西柏坡；至此，中共中央领导机构重新整合为一，西柏坡成为中共革命的中心。 转战陕北期间，毛泽东率解放军走过安塞、靖边、榆林、佳县、米脂、吴堡、绥德、清涧、延川、子长等十二县；毛泽东进驻西柏坡之后，先后指挥辽沈、淮海、平津三大战役，几乎消灭国民党军队的主要战力，取得中国人民解放战争的决定性胜利。
1949年3月5日至13日，中共中央在西柏坡召开七届二中全会，宣布党的工作重心要由乡村转向城市，规划革命胜利后在政治、经济、外交方面应当采取的基本政策，确立建设新民主主义社会的蓝图。3月23日，中共中央及其所属机构从西柏坡迁往北平，暂时驻扎在北平西北郊的香山，继续领导全国解放战争，并筹备新中国成立的问题。

## 红色首都的变迁

### 红都

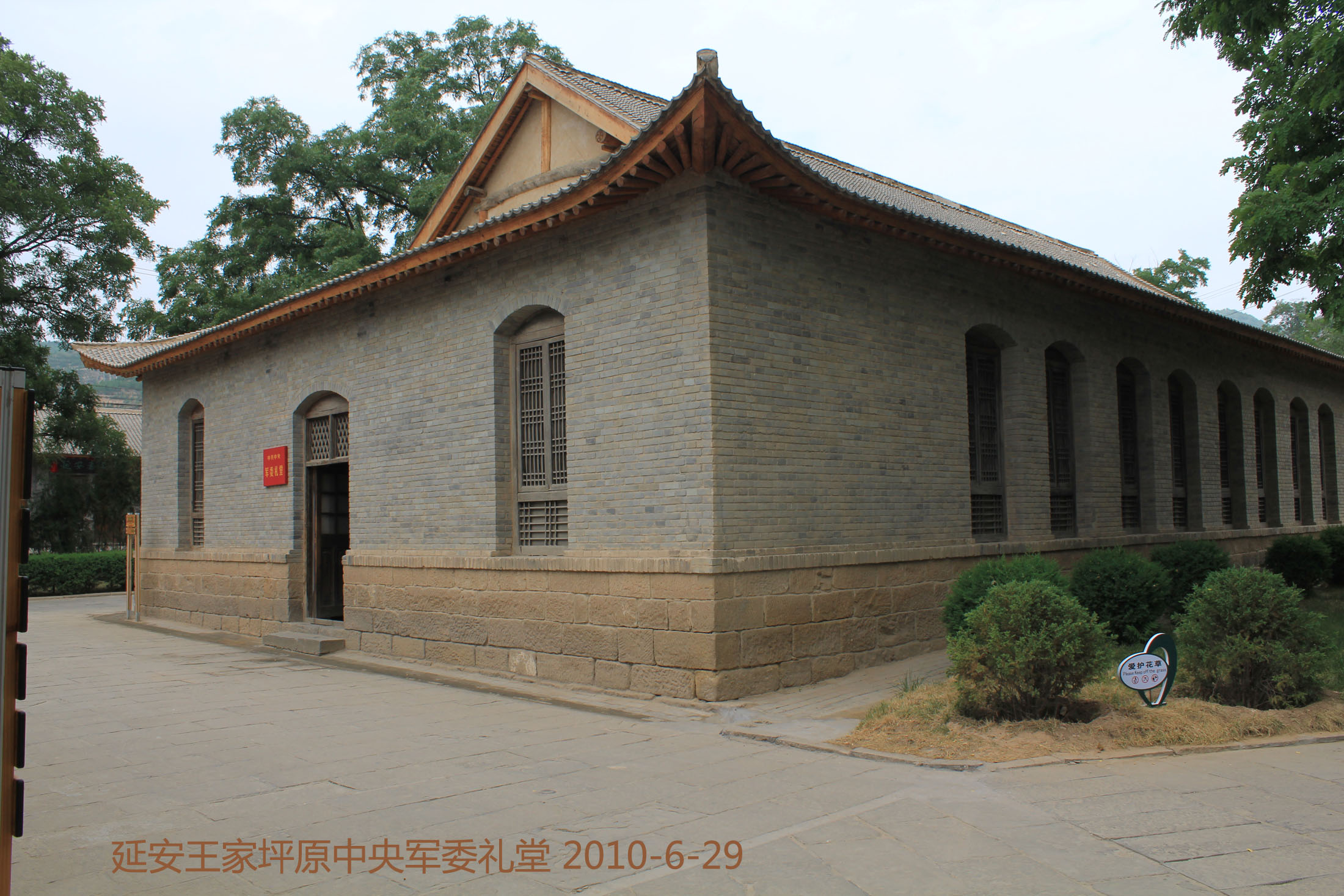
延安王家坪中央军委礼堂遗址

1927年8月7日，中共中央在汉口召开紧急会议，即关系到中共革命前途和命运关键的“八七会议”，会议确定土地革命和武装反抗的总方针；9月，毛泽东回到湖南长沙领导发动秋收起义。 同年10月，毛泽东率领秋收起义部队抵达罗霄山脉中段的井冈山，发展武装力量、开展游击战斗并建立红色政权，成立中共领导的第一个农村革命根据地——井冈山革命根据地。 1928年4月，朱德、陈毅率领湘南起义部队抵达井冈山，与毛泽东领导的工农革命军会师，成立中国工农红军第四军（红四军）。 1929年，毛泽东、朱德、陈毅率红四军从井冈山向赣南闽西进军，开创工农武装割据的新局面；在此期间，各级地方相继建立苏维埃政权，农村涌起的工农运动呈现蓬勃发展之势，充分具备建立全国统一苏维埃政权的条件。
1931年，红军第三次反“围剿”战争获得胜利，中共苏区中央局最终确定中华苏维埃第一次全国代表大会（一苏大）的召开时间，但仍未确定具体的地点，从当时的部署判断可能设在福建长汀。9月28日，毛泽东率领红一方面军准备移师长汀，是日抵达江西瑞金县城东北的叶坪村进行整顿；几天之后，苏区中央局和红一方面军改变原定的计划，选择瑞金叶坪村谢氏宗祠作为召开“一苏大”的地点。 11月7日，召开“一苏大”并通过《中华苏维埃共和国宪法大纲》文件，发表《中华苏维埃共和国临时政府对外宣言》，成立中华苏维埃共和国临时中央政府，中华苏维埃共和国首都確定在瑞金，并且改名为“瑞京”，瑞金县被划为苏维埃临时中央政府直辖县。
瑞金作为中共的第一个革命圣地，以“国都”的名义存在将近三年。直至1934年10月10日，党中央下令撤离中央苏区；从此开始的一年时间，革命政权被迫随军踏上长征。1935年10月，毛泽东率领红军抵达陕北，进驻瓦窑堡；半年之后，移师保安。1937年1月，毛泽东从保安迁到延安，延安随之成为中共的第二个革命圣地、陕甘宁边区政府的所在地，作为“红都”的时间长达11年。

### 第二中央
1935年3月，红四方面军西渡嘉陵江，张国焘擅自撤离川陕革命根据地往川西北；5月15日，未经党中央指令在四川茂县成立“中共西北特区委员会”；5月30日，张国焘发表《西北联邦政府成立宣言》，宣布成立西北革命斗争的中心。 10月5日，张国焘在理番卓木碉（今马尔康脚木足）召开卓木碉会议，另立“中国共产党临时中央委员会”，自任为临时中央主席，宣布开除毛泽东、周恩来、张闻天、博古的党籍，下令通缉并对叶剑英、杨尚昆发出免职查办的处分，史称“第二中央”。
1935年10月，红军在西康绥靖（今四川金川县）建设大金川根据地，协助藏族成立格勒得沙共和国；1936年5月，在西康甘孜（今四川甘孜县）成立博巴人民共和国，两个政权均属于西北联邦政府。1936年6月6日，张国焘在炉霍宣布取消“第二中央”；7月上旬，红军北上会师，西北联邦政府随之解散。

## 定都北京

### 1949年前候选首都城市

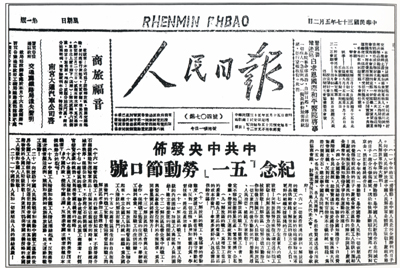
1948年4月30日，中共中央发布纪念“五一”劳动节口号，并由毛泽东写信给在香港的民主党派领导人，号召各民主党派、各人民团体、社会贤达迅速召开政治协商会议，成立民主联合政府，建立新中国

1948年初，国民党统战失利而陷入颓势，共产党在战场上陆续转入战略反攻，国共双方的武力优势逐渐反转。3月下旬，毛泽东率领解放军东渡黄河，已经开始考虑建国和定都的问题；5月1日，中共中央发布《五一宣言》，中国民主党派、人民团体、民主人士、少数民族、海外侨胞纷纷响应。9月8日至13日，中共中央在西柏坡召开九月会议，主要讨论两个问题：一、就战略大决战进行规划与布局，提出五年时间内（从1946年7月算起）从根本上打倒国民党的统治，取得全国革命胜利；二、讨论建立人民民主专政的新中国，将成立集中权力的中央政府提上议程，召集民主党派、人民团体和无党派民主人士响应和支持，邀请这些党派团体的代表人物前来解放区，共商成立临时中央政府的建国大计，准备于1949年内召开政治协商会议，取代国民政府。毛泽东在会议中明确阐述：
我们要建立的，是无产阶级领导的以工农联盟为基础的人民民主专政。这个政权不仅仅是工农，还包括小资产阶级，包括民主党派，包括从蒋介石那里分裂出来的资产阶级分子。政权制度采用民主集中制，即人民代表会议制，而不采用资产阶级的议会制，各级政府都要加上“人民”二字，各种政权也要加上“人民”二字，如法院叫人民法院，解放军叫人民解放军，以示与蒋介石政权的根本对立。
所以，人民民主专政的国家政权，不同于蒋介石独裁专制的国家政权，不能将中华民国首都——南京，作为新的人民共和国的首都。 九月会议期间，毛泽东与在山西作战的徐向前进行过谈话，听过徐向前汇报以后，毛泽东表示“看来太原不打是不行了，最好北平不要打。”毛泽东在这次谈话中，透露出“完整保存北平，以做未来新中国的国都”的心愿。 聂荣臻在其回忆录《聂荣臻回忆录》中记述：
从长远的观点来看，从国家和人民的利益出发，毛泽东同志认为，太原是一定要打的，但北平尽量不打，原因有二：一、我们要保护历史与文化古都，连日本人当初都没有做的事，我们更不能背离祖宗去做；二、新中国建立之后极有可能建都北平，而枪炮一响，北平极有可能沦为废墟一片。

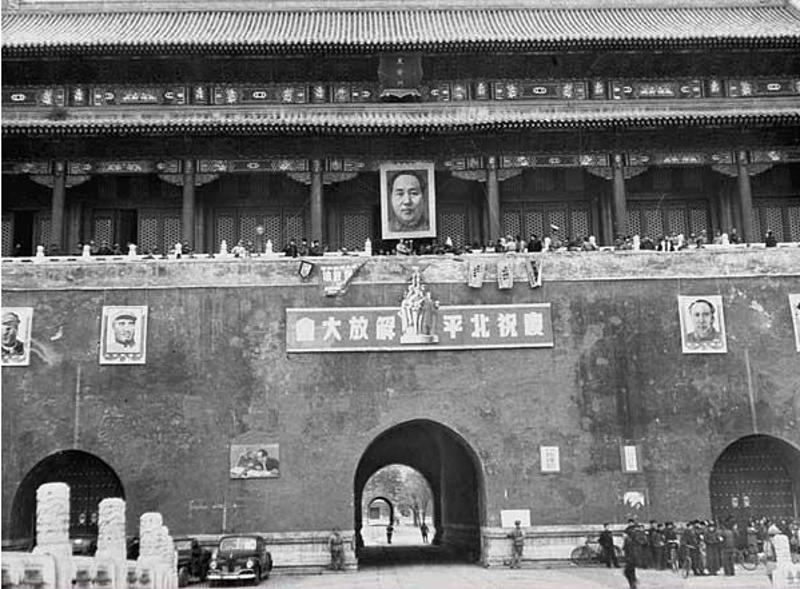
1949年2月12日，北平市各界在天安门城楼和天安门广场召开“庆祝北平和平解放大会”，北平市市长叶剑英在大会上发表讲话

1948年底，解放军遵照毛泽东的指示，对北平、天津、张家口实行“围而不打”或“隔而不围”的原则，使北平得以和平解放，其中就有保存千年古都，定都北平的初步考量。 北平和平解放前夕，中共中央对解放军发出指示“争取傅作义将军起义，兵不血刃，和平解放北平，不破坏北平的一砖一瓦。”毛泽东派彭真和叶剑英负责北平市委工作时，对两人嘱咐说道：
这次接管北平，国际上都在看着我们，影响很大。你们务必要像接管沈阳、济南一样，取得更加好的成绩才行，不要落后。同时也要防范出现一些“左”的错误。
叶剑英从毛泽东的谈话，已经预料到北平将有可能成为新中国的国都，在北平郊外对接管干部进行集训时，明确提醒大家“北平是中外闻名的历史文化古都，将来有可能成为新中国的首都，接管工作进行得如何，直接关系到我们共产党和解放军的声望，关系到其他尚待解放城市的接管。” 叶剑英担任北平市市长期间，多次在公开演讲对党政机关和人民群众讲话，表达“我们一定要把北平的建设工作搞好，因为它以后很可能就是我们的红色首都”的愿景。北平的接管工作受到舆论的赞扬，卜少夫创办的刊物《新闻天地》称道：“叶剑英领导的中共干部打稳了中共未来首都的基础。接管是审慎、周到、仔细、严密的。几乎达到了尽善尽美的程度。” 1949年8月，叶剑英调往华南，聂荣臻继任北平市市长。

### 哈尔滨特别市

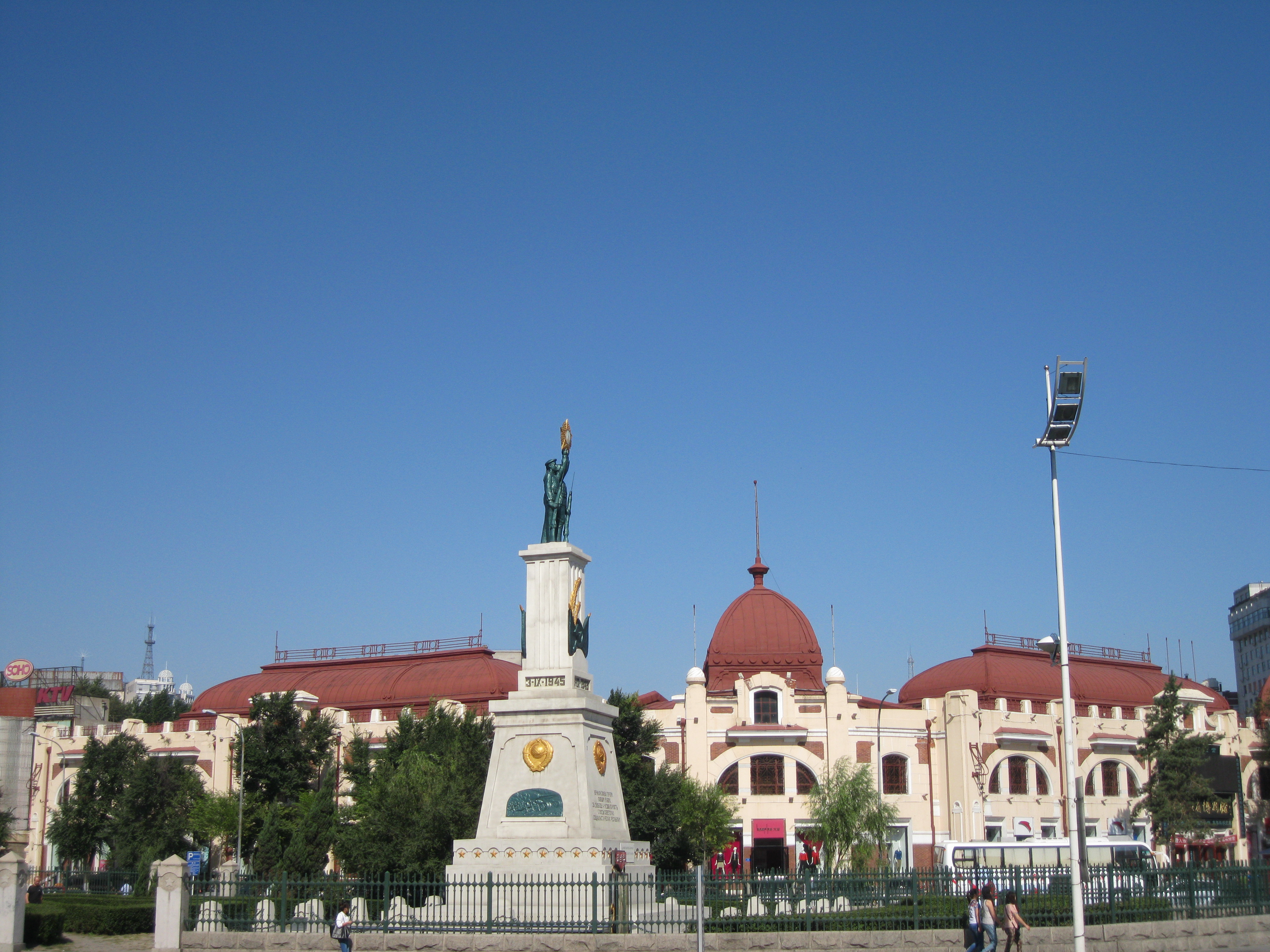
哈尔滨苏联红军英雄纪念碑位于哈尔滨市南岗区博物馆广场西侧

中国在抗日战争获得胜利时，中共中央的候选首都城市是“东方莫斯科”——哈尔滨。 毛泽东认为中国版图犹如一只雄鸡，黑龙江犹如展翅翱翔的天鹅，哈尔滨市就是“天鹅项下的珍珠”。然而定都哈尔滨的设想，因为中国局势变动而夭折。
1945年8月8日，苏联政府对日本宣战，随即出兵中国东北，对关东军发起全面进攻；8月19日，苏联红军和东北抗日联军进驻哈尔滨，迫使关东军无条件投降。1946年4月28日，东北民主联军入城，建立人民政权，哈尔滨获得解放；5月3日，哈尔滨市政府成立，刘成栋任市长。 1948年初期，中共中央就考虑将哈尔滨建设为政治与经济中心，特批为“特别市”，并选择河北承德作为中央转战的中转地。主要有两个原因：一、哈尔滨作为中共第一个解放的大城市，属于党和解放军的大后方，中共中央东北局和东北行政委员会在此积极开展政权建设，拥有深厚的群众基础；二、哈尔滨北接苏联，一旦国际与战争局势有大变化，苏联红军可以及时施援，无须担心安全问题。
然而，共产党虽然在进军东北方面抢占先机，苏联红军从东北撤离返俄后，国民党军队却开始增援东北，抢占重要城市及交通要道，推倒共产党在哈尔滨建立的优势，使得迁移到哈尔滨的决定变得不成熟。 1947年，中共中央主动撤离延安转战陕北，解放军准备发动辽沈战役前夕，东北野战军司令员林彪和政治委员罗荣桓发电给毛泽东，提问是否将中共中央机关迁移至哈尔滨，得到毛泽东回电的严词拒绝，表达“中共中央必须留在关内，而我（毛泽东）亦暂不离开”的意愿。

### 毛泽东与王稼祥的讨论

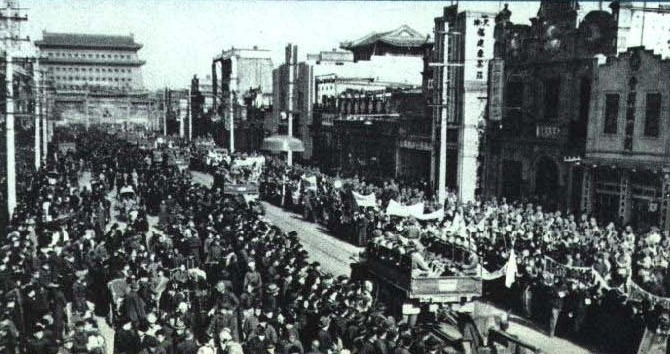
1949年1月31日，解放军进入北京西门宣布北平和平解放

1949年初北平和平解放，北平市军事管制委员会接管北平市政府和河北省政府，控制华北大部分地区，此时仍未确立新中国的国都。七届二中全会前夕，毛泽东多次向在北平周围参与战斗和工作的主要领导人，征询讨论意见。2月下旬，中共中央东北局工作部部长王稼祥抵达西柏坡，准备参加七届二中全会，偕夫人朱仲丽探望毛泽东。王稼祥与毛泽东就新中国定都的问题，进行一番详细的讨论，王稼祥列出的候选城市是：哈尔滨、西安、延安、上海、成都、开封、北平、洛阳、重庆、广州和南京，经过一轮筛选仅留哈尔滨、西安、开封、洛阳、南京和北平，最终选定北平为新中国的国都。
毛泽东提及共产党将要取得全国革命胜利，然而中央定都仍还没有最后的答案，向王稼祥征询意见。王稼祥对国都的问题已有一番考量，具体向毛泽东做出回应：
依我看，现在国民党政府的首都南京，虽然自称虎踞龙盘，地理险要，但只要翻开历史就会知道，凡建都金陵王朝，包括国民党政府都是短命的。这样讲，带有历史宿命论的色彩，我们当然不相信这一套。但是，从另一个角度来看，南京离东南沿海太近，从当前的国际形势来看，这是一个很大缺陷，我们定都最好不选在南京。

再看西安，它的缺陷是太偏西，现在中国的疆域不是秦汉隋唐时代了，那时长城就是边境线，现在长城横卧于中国的腹地。因此西安在地理位置上已不再具有中心的特点。这样一来，选西安为都也不合适。

黄河沿岸的开封、洛阳等古都经济落后，而且这种局面不是短期内所能改观的，加之交通以及黄河的水患等问题，也失去了作为京都的地位。

北平扼守连结东北与关内的咽喉地带，战略地位十分重要，可谓今日中国的命脉之所在。同时，它又邻近苏联和蒙古，无战争之忧。此外，北平是明清两代的帝都，从人民群众的心理上也乐于接受。
毛泽东对王稼祥称道“蒋介石的国都在南京，他的基础是江浙资本家。我们要把国都建在北平，我们也要在北平找到我们的基础，这就是工人阶级和广大的劳动群众。” 七届二中全会结束后，毛泽东从西柏坡迁往北平；自此开始，北平成为中国的政治中心。

### 确定北京作为新中国首都

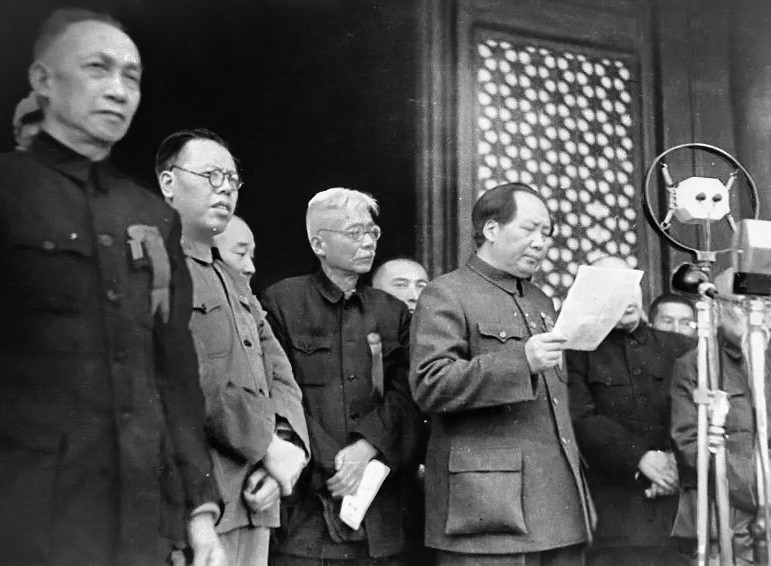
中共中央主席毛泽东在天安门城楼上宣布中华人民共和国中央人民政府成立

1949年3月5日，中共中央在西柏坡召开七届二中全会，宣布党的工作重心要由乡村转向城市，在此前提之下，毛泽东提出定都北平； 3月23日，毛泽东离开西柏坡进驻北平香山，在香山公园南麓半山腰的双清别墅办公居住；直至9月下旬，入住中南海的菊香书屋。
6月15日，周恩来主持召开新政治协商会议筹备会，会议决定在常委会领导下设立六个小组，其中第六小组负责草拟国旗、国徽、国歌、纪年、国都等方案；第六小组组长是马叙伦，副组长是叶剑英，不久又增加沈雁冰任副组长，组员有张奚若、田汉、马寅初、郑振铎、郭沫若、翦伯赞、钱三强、蔡畅、李立三、张澜（刘王立明代）、陈嘉庚、欧阳予倩、廖承志等16人，经过四次讨论之后，于9月14日提出建都北平，改名为北京。9月中旬，中央领导陆续由香山移居中南海；9月21日，中国人民政治协商会议在中南海怀仁堂举行第一届全体会议；27日，会议讨论《关于中华人民共和国国都、纪年、国歌、国旗的决议》草案，全体一致通过中华人民共和国的国都定于北平，并于即日起改名为北京。
会议表决之前，沈雁冰汇报第六小组的研究讨论意见，提出定都北平的公开理由：
国民党反动派过去定都南京，主要原因是在政治上和经济上，便于依赖帝国主义，因为南京靠近上海，而上海是帝国主义和买办资产阶级剥削中国人民的中心城市。中华人民共和国为人民自己的国家，它依靠的是中国人民，自不一定要建都南京了。北平为中国的首都已有七百多年的历史。在政治上，北平位于华北老解放区内，人民力量雄厚，规模弘伟，文物集中，是世界上有名的历史的大都市之一，且自五四以来，这里就是新文化思想的摇篮。

此外，在地理上，北平位于一个大平原之中，将来有足够的扩充的余地，在交通上是四通八达，有平沈、平绥、平汉、平沪等铁路干线，连络全国各地。总之从各种条件看，北平实具备现代大国首都的各种资格。因此，我们提议，中华人民共和国应以北平为首都，并改名为北京。
9月29日，中国人民政治协商会议宣布执行全国人民代表大会的职权，一致通过《中国人民政治协商会议共同纲领》；10月1日，中国人民代表在北京天安门举行开国大典，毛泽东在天安门城楼宣布中华人民共和国中央人民政府成立。

### 北京非首都功能疏解
2015年2月10日，中共中央总书记习近平在中央财经领导小组第九次会议提出“疏解北京非首都功能”的概念，指出北京“作为一个有13亿人口大国的首都，不应承担也没有足够的能力承担过多的功能”；实际上即是实现减量发展，强化2014年习近平在北京考察提出“四个中心”的功能，将首都北京塑造成为全国政治中心、文化中心、国际交往中心和科技创新中心，与北京“四个中心”不一致、不相关的功能将会进行疏解，转变北京经济社会的发展模式，推动北京经济的高质量发展，落实北京作为首都城市的战略定位。
2017年4月1日，中共中央、国务院发布通知决定建设河北雄安新区，定位为“千年大计，国家大事”、“以习近平同志为核心的党中央作出的一项重大的历史性战略选择”、“继深圳经济特区和上海浦东新区之后又一具有全国意义的新区”，是构成北京新的“两翼”之一，作为北京疏解非首都功能的集中承载地，以及推进京津冀协同发展的一项重大决策部署。中央政府通过疏解北京非首都功能，解决国家首都因功能过多和人口聚集带来的交通拥堵、资源过载、环境污染等大城市问题，并且通过调整经济结构和空间结构，探索在人口经济密集地区优化开发的新模式。
2021年7月29日，河北省第十三届人大常委会第二十四次会议通过《河北雄安新区条例》，订于2021年9月1日实施，确定雄安新区重点承接的北京非首都功能疏解的8个类型：一、在京高等学校及其分校、分院、研究生院，事业单位；二、国家级科研院所，国家实验室、国家重点实验室、工程研究中心等创新平台、创新中心；三、高端医疗机构及其分院、研究中心；四、软件和信息服务、设计、创意、咨询等领域的优势企业，以及现代物流、电子商务等企业总部；五、银行、保险、证券等金融机构总部及其分支机构；六、新一代信息技术、生物医药和生命健康、节能环保、高端新材料等领域的中央管理企业，以及创新型民营企业、高成长性科技企业；七、符合雄安新区产业发展方向的其他大型国有企业总部及其分支机构；八、国家确定的其他疏解事项。

## 宪法规定
北京作为中华人民共和国首都，《中华人民共和国宪法》载有相关的宪法条文，但每部宪法的成文各有不同：
1. 1949年9月27日，中国人民政治协商会议第一届全体会议通过《关于中华人民共和国国都、纪年、国歌、国旗的决议》，将首邑称为“国都”；直至1954年制定《宪法》以后，才改称之为“首都”。
2. 1954年9月20日，第一届全国人民代表大会第一次会议通过《五四宪法》，第四章第106条关于首都的规定：“中华人民共和国首都是北京。”
3. 1975年1月17日，第四届全国人民代表大会第一次会议通过《七五宪法》，第四章第30条将国旗、国歌、首都合并规定：“首都是北京。”
4. 1978年3月5日，第五届全国人民代表大会第一次会议通过《七八宪法》，第四章第60条依然将国旗、国歌、首都合并规定：“中华人民共和国首都是北京。”
5. 1982年12月4日，第五届全国人民代表大会第五次会议通过《八二宪法》，第四章第130条将首都单独列出规定：“中华人民共和国首都是北京。”

## 时间线
中国共产党自1921年7月23日在上海诞生，距今已有104年历史，其间中共中央领导机构的所在地几经变更；直到1949年10月1日中华人民共和国成立前夕，党和国家领导人正式迁入北京皇家园林中南海，成为中国最高权力中心。
| 日期               | 地点               | 简述 |
| ------------------ | ------------------ | --- |
| 1921年7月23日      | 上海法租界（上海） | 中共一大在上海法租界秘密召开，宣告中国共产党正式成立。                                                               |
| 1922年10月         | 京兆地方（北京）   | 上海法租界当局查封共产党活动机关——中国劳动组合书记部，中共中央从上海迁到北京。                                       |
| 1923年4月          | 上海               | 吴佩孚镇压京汉铁路大罢工，酿成“二七惨案”，事后中共中央从北京迁回上海。                                               |
| 1923年5月          | 广州市             | 共产党按照1922年8月举行西湖会议的决定，与孙中山领导的国民党进行合作，中共中央从上海迁到广州。                        |
| 1923年7月          | 上海               | 陈独秀等人批评国民党热衷于军阀斗争，忽视政治宣传工作，认为中共中央局“在广州做不了很多事情”，中共中央从广州迁回上海。 |
| 1927年4月初        | 武汉市             | 国民革命军北伐占据华中地区，1927年1月国民政府从广州迁都武汉，中共中央随后从上海迁到武汉。                            |
| 1927年9月底—10月初 | 上海市             | 蒋介石、汪精卫实行“清党”，国共合作宣告全面破裂，中共中央秘密迁回上海。                                               |
| 1931年11月7日      | 瑞金（瑞京）       | 中国共产党领导的第一个红色政权——中华苏维埃共和国诞生。                                                               |
| 1933年初           | 瑞金（瑞京）       | 中共中央从上海迁到瑞金，从此彻底告别上海。                                                                           |
| 1934年10月10日     | —                  | 中共中央撤离瑞金，随军踏上二万五千里长征路。                                                                         |
| 1935年11月7日      | 瓦窑堡             | 中共中央进驻瓦窑堡。                                                                                                 |
| 1936年6月          | 保安               | 中共中央从瓦窑堡迁到保安。                                                                                           |
| 1937年1月          | 延安               | 中共中央从保安迁到延安。                                                                                             |
| 1947年3月18日      | —                  | 中共中央撤离延安，领导机构分为前委、工委和后委三个部分，转移到陕北、华北和晋西北，各自进行工作。                     |
| 1948年             | 西柏坡             | 中共中央领导机构重新整合为一，西柏坡成为中共革命的中心。                                                             |
| 1949年3月23日—25日 | 北平市（北京）     | 中共中央从西柏坡迁到北平西北郊的香山，领导全国解放战争，并筹备新中国成立的问题。                                     |
| 1949年9月          | 北京市             | 中共中央领导陆续从香山移居到新中国的最高权力中心——中南海。                                                           |
| 1949年10月1日      | 北京市             | 中华人民共和国成立。                                                                                                 |